# Christopher Kirchhoff
Christopher Kirchhoff ist ein deutscher Arzt und ehemaliger Basketballspieler.

## Laufbahn
Kirchhoff wechselte 1983 vom Oldenburger TB zum MTV 1846 Gießen. Er bestritt in der Saison 1983/84 sechs Spiele für den Bundesligisten. 1984 wechselte er zum TV Lich.
Kirchhoff studierte Medizin, 1993 schloss er an der Justus-Liebig-Universität Gießen seine Doktorarbeit („Auswirkungen unterschiedlicher Nahrung auf die Lipidzusammensetzung der Erythrozytenmembran und die Plasmaaminosäurespiegel beim Neugeborenen“) ab. Er wurde Facharzt für Kinder- und Jugendpsychiatrie, Psychotherapie, Psychosomatische Medizin sowie Kinder- und Jugendmedizin, mit Jahresbeginn 2014 übernahm Kirchhoff die Leitung der Don Bosco Klinik und Tagesklinik für Kinder-, Jugend- und Adoleszentenpsychiatrie, Psychosomatik und Psychotherapie in Münster.